# علم البيئة التطوري

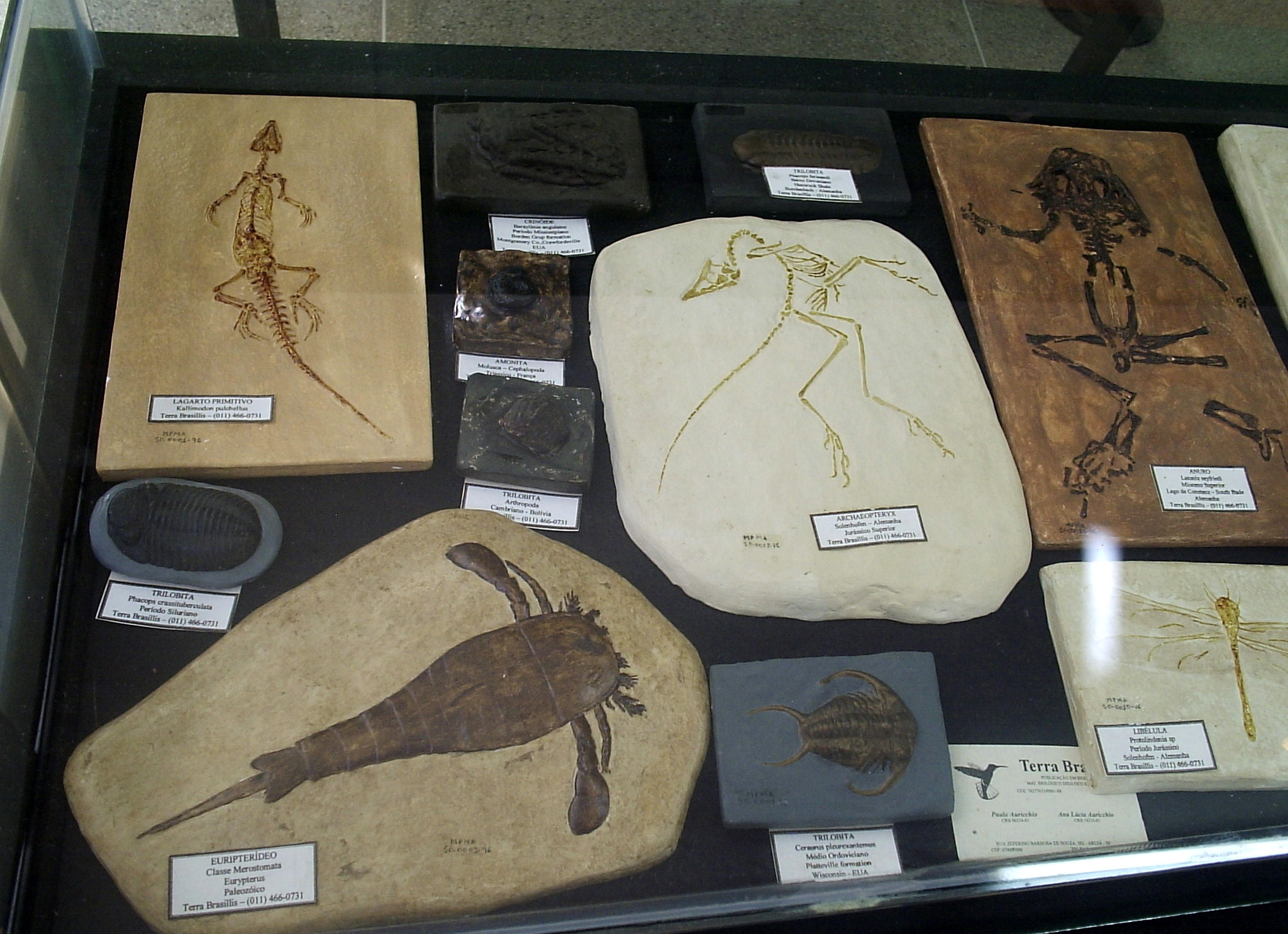

يقع علم البيئة التطوري على تقاطع بين علم البيئة وعلم الأحياء التطوري. يقترب علم البيئة التطوري من دراسة علم البيئة بطريقة تراعي بشكل واضح التواريخ التطورية للأنواع والتفاعلات بينها. بالمقابل، يمكن اعتباره طريقة لدراسة التطور تشتمل على فهم للتفاعلات بين الأنواع محل الدراسة. المجالات الرئيسية لعلم البيئة التطوري هي تطور تاريخ الحياة وعلم الأحياء الاجتماعي (تطور السلوك الاجتماعي) وتطور العلاقات بين الأنواع المحددة (التعاون، والافتراس، والتطفل والتشارك) وتطور التنوع البيولوجي والمجتمعات.
يهتم علم البيئة التطوري في الغالب بشيئين: كيف تشكل التفاعلات (بين الأنواع وبين الأنواع وبيئتها الطبيعية) الأنواع من خلال الانتقاء والتكيف، ونتائج التغيير التطوري الناتج عن هذه التفاعلات.

## النماذج التطورية
يدور جزء كبير من علم البيئة التطوري حول استخدام النماذج وإيجاد البيانات التجريبية كدليل. ومن الأمثلة على ذلك نموذج لاك لحجم القبضة الذي ابتكره ديفيد لاك، ودراسته عن عصافير داروين في جزر غالاباغوس. كانت دراسة لاك لعصافير داروين مهمة في تحليل دور العوامل البيئية المختلفة في التنوّع. اقترح لاك أن الاختلافات في الأنواع كانت قابلة للتكيف وهي نتاج للانتقاء الطبيعي، بناءً على تأكيد جي. إف. غاوس بأنه لا يمكن لنوعين مختلفين أن يشغلا نفس الحيز.
قدم ريتشارد ليفينز نموذجه لتخصص الأنواع عام 1968، والذي درس كيف تطور تخصص المواطن في بيئات غير متجانسة باستخدام مجموعات اللياقة التي يمتلكها الكائن الحي أو النوع. طُوّر هذا النموذج مفهوم المقاييس المكانية في بيئات محددة. تتضمن الآثار المترتبة على هذا النموذج زيادة سريعة في فهم علماء البيئة لكيفية تأثير المقاييس المكانية على تنوع الأنواع في بيئة معينة.
نموذج آخر هو نماذج لو وديكمان الموضوعة عام 1996 حول التبادلية، التي تعرّف على أنها علاقة بين كائنين حيويين يفيد كل منهما الآخر. طور لو وديكمان إطارًا يسمى الديناميكيات التكيفية، والتي تفترض أن التغيرات في مجموعات النباتات أو الحيوانات استجابةً لوجود اضطرابات أو غيابها تحدث بمعدل أسرع من حدوث الطفرات. يهدف إلى تبسيط النماذج الأخرى التي تتناول العلاقات داخل المجتمعات.

## نموذج الطبيعة المتشابكة
يوفر نموذج الطبيعة المتشابكة طرقًا مختلفة لإظهار وتوقع الاتجاهات في علم البيئة التطوري. يحلل النموذج الفرد المعرّض للطفرة داخل مجتمع ما بالإضافة إلى عوامل أخرى مثل معدل الانقراض. طور سيمون ليرد ودانييل لاوسون وهنريك غيلدتوفت جنسم من إمبيريل كولدج في لندن عام 2002. الغرض من هذا النموذج هو إنشاء نموذج بيئي بسيط ومنطقي يعتمد على الملاحظة. صُمّم هذا النموذج بحيث يمكن أخذ الآثار البيئية بعين الاعتبار عند تحديد شكل ولياقة المجتمع.

## علم الجينات البيئي
يرتبط علم الجينات البيئي بعلم البيئة التطوري من خلال دراسة كيفية تطور الصفات في المجموعات الطبيعية. يهتم علماء البيئة بالكيفية التي تؤدي البيئة والإطار الزمني بالجينات لتصبح سائدة. يجب أن تتكيف الكائنات الحية باستمرار من أجل البقاء في المواطن الطبيعية. تحدد الجينات الكائنات الحية التي ستنجو. عندما تُطوّر الكائنات الحية اختلافات وراثية متعددة، على الرغم من أنها تنبع من نفس النوع، فإنها تعرف بتعدد الأشكال. تستمر الكائنات الحية التي تنقل الجينات المفيدة في تطوير أنواعها لتكون لها ميزة داخل مجالها البيئي.

## علماء البيئة التطوريون

### تشارلز داروين
يمكن أن تُعزى المبادئ الأساسية لعلم البيئة التطورية إلى تشارلز داروين (1809-1882)، وتحديدًا إلى نظريته في الانتقاء الطبيعي والديناميكا السكانية، التي تناقش كيف تتغير مجموعات الأنواع بمرور الوقت. وفقًا لإرنست ماير، وهو أستاذ علم الحيوان بجامعة هارفارد، فإن أبرز مساهمات داروين في علم الأحياء التطوري وعلم البيئة هي كما يلي: «الإسهام الأول هو عدم ثبات الأنواع، أو المفهوم الحديث للتطور نفسه. والثاني هو مفهوم التطور المتفرّع، ما يعني ضمنًا الأصل المشترك لجميع أنواع الكائنات الحية على الأرض من أصل فريد واحد.» إضافة إلى ذلك: «لاحظ داروين أن التطور يجب أن يكون تدريجيًا، مع عدم وجود انقطاعات أو توقفات كبيرة. أخيرًا، قال داروين أن آلية التطور هي الانتقاء الطبيعي.»

### جورج إيفلين هاتشنسون
امتدت إسهامات جورج هاتشنسون في علم البيئة ل60 عامًا، كان له خلالها تأثير كبير في بيئة النظم وعلم بيئة الإشعاع وعلم البحيرات وعلم الحشرات. هو الذي وصفه ستيف جاي غولد بأنه «والد علم البيئة الحديثة»، كان هاتشينسون من أوائل العلماء الذين ربطوا بين موضوعات علم البيئة والرياضيات. وفقًا لهاتشنسون، بنى «نماذج رياضية للمجتمعات، والنسب المتغيرة للأفراد من مختلف الأعمار، ومعدلات الولادة والمكانة البيئية والتفاعلات السكانية في هذه المقدمة التقنية لعلم البيئة السكانية.» كما كان لديه اهتمام كبير في علم البحيرات لاعتقاده أنه يمكن دراسة البحيرات باعتبارها صورة مصغرة توفر نظرة داخل سلوكيات الأنظمة.

### روبرت مكارثر
اشتهر روبرت مكارثر (1930-1972) في مجال علم البيئة التطوري لعمله الذي يحمل اسم «نظرية الجغرافيا الحيوية للجزر»، والتي فيها اقترح أن «عدد الأنواع على أي جزيرة يعكس توازنًا بين سرعة استيطان الأنواع الجديدة لهذه الجزيرة وسرعة انقراضها».

### إيريك بيانكا
بحسب جامعة تكساس، يشمل عمل إيريك بيانكا (1939 - الحاضر) في علم البيئة التطورية استراتيجيات الاعتلاف والتكتيكات التكاثرية ونظرية المنافسة والمكانة وهيكل المجتمع وتنظيمه وتنوع الأنواع وفهم الندرة. يُعرف بيانكا أيضًا باهتمامه بالسحالي لدراسة الأحداث البيئية، حيث ادعى أنها «غالبًا ما تكون وفيرة، ما يسهل تحديدها ومراقبتها والتقاطها».

### مايكل روزنزويج
أنشأ مايكل ل. روزنزويج (1941 - الحاضر) علم البيئة التصالحي وأشهره، وهو الذي بدأ بنظريته القائلة بأن الحفاظ على الطبيعة لن يكون كافيًا للحفاظ على التنوع البيولوجي للأرض، حيث استخدم البشر الكثير من الأراضي لدرجة أنهم أثروا سلبًا على الدورات الكيميائية الحيوية، إضافة لآثار بيئية أخرى أثرت سلبًا على تكوينات الأنواع.

## الأبحاث
طُورت فكرة مايكل روزنزويج حول علم البيئة التصالحي بناءً على الأبحاث الموجودة، والتي أجريت على المبدأ الذي كان ألكساندر فون هومبولت أول من اقترحه، موضحًا أن المساحات الأكبر من الأرض ستزيد من تنوع الأنواع مقارنة بالمساحات الأصغر. ركز هذا البحث على العلاقات المساحات والأنواع والدرجات المختلفة التي توجد عليها.
دُرس علم البيئة التطوري باستخدام العلاقات التكافلية بين الكائنات الحية لتحديد القوى التطورية التي تتطور بها هذه العلاقات. في العلاقات التكافلية، يجب أن يمنح المتكافل بعض المزايا لمضيفه ليستمر ويكون قابلًا للحياة من الناحية التطورية. وقد أجريت البحوث باستخدام المن والبكتيريا التكافلية التي تتعايش معها. تُحفظ هذه البكتيريا في معظم الأحيان من جيل إلى جيل، فتظهر مستويات عالية من الانتقال العمودي. وقد أظهرت النتائج أن هذه البكتيريا التكافلية تمنح في نهاية المطاف بعض المقاومة للطفيليات للمن المضيف، مما يزيد من ملاءمة المن، ويؤدي إلى تطور متزامن بين الأنواع.

## تغيرات الالوان في الاسماك البلطية
تمكن رؤية آثار التطور البيئي وعواقبه في حالة تباين الألوان بين أسماك البلطيات الأفريقية. أسماك البلطيات غنية جدًا بالأنواع (أكثر من 2000 نوع) وهي قادرة على القيام بتفاعلات اجتماعية معقدة. يحدث تعدد الألوان، وهو تباين أنماط الألوان داخل مجتمع ما، لدى أسماك البلطيات بسبب التكيفات البيئية وزيادة فرص التكاثر الجنسي.